# Alekseï Vyjmanavine
Alekseï Borissovitch Vyjmanavine (en russe : Алексей Борисович Выжманавин) est un joueur d'échecs soviétique puis russe né le 1er janvier 1960 à Moscou et mort le 6 janvier 2000 à Moscou. Grand maître international depuis 1989, il remporta le championnat d'échecs de Moscou à deux reprises (en 1984 et 1986) et finit 1er-4e du championnat d'échecs d'URSS 1990 (4e au départage).

## Carrière aux échecs
Vyjmanavine participa plusieurs fois au championnat de Moscou et devint Champion de Moscou en 1984, puis champion des armées en 1987. Il participa trois fois à la finale du championnat d'URSS : en 1984, il marqua 8,5 points sur 17, puis, en 1990, après avoir obtenu le titre de grand maître en 1989, il partagea la première place du championnat d'URSS 1990 (+5 −1 =7), ex æquo avec Beliavski, Bareïev et Youdassine. L'année suivante, lors du dernier championnat de l'union soviétique, il termina 5e-8e ex æquo avec 7 points sur 11. En 1992, avec l'équipe de Russie, il remporta l'olympiade à Manille, jouant au deuxième échiquier de réserve : il remporta trois victoires et fit six nulles.
Son meilleur classement Elo fut de 2 620 points, en janvier 1993. Il arrêta sa carrière en 1997 et mourut à Moscou en 2000, à l'âge de 40 ans, de crise cardiaque.

## Palmarès
Vyjmanavine remporta les tournois de
- Minsk 1983,
- Nałęczów (en Pologne) 1986,
- Pinsk 1986,
- Norilsk 1987,
- Tachkent 1987,
- Moscou 1988 (ex æquo avec Kaïdinov et Psakhis),
- Protvino 1998,
- Sotchi (mémorial Tchigorine) 1989 (devant Lautier et Khalifman),
- la Rilton Cup 1990-1991 (Stockholm),
- Gelsenkirchen 1991 (devant Smyslov).

Il termina deuxième du tournoi de León 1993 remporté par Youdassine, devançant Karpov, Topalov et Leko.